# Мартин Протогер
Мартин Протогер / Протоѓер е македонски политически и комуникационен стратег, роден на 8 май 1979 г. в Скопие. Завършил е германски език, литература и цивилизация, както и английски език във Филологическия факултет „Блаже Конески“ при Университета „Св. св. Кирил и Методий“ в Скопие. Придобива магистърска степен по медии и интеркултурна комуникация от Европейския университет „Виадрина“ във Франкфурт на Одер, Германия, и от Софийския университет „Св. Климент Охридски“, като част от специална международна програма, подкрепена от Федералното министерство на външните работи на Германия и Пакта за стабилност за Югоизточна Европа.
По време на своето академично и професионално развитие Протогер / Протоѓер е стипендиант на редица престижни германски и европейски институции, сред които Федералното външно министерство на Германия, Гьоте институтът, Германското дружество за техническо сътрудничество (GTZ), Министерството на културата и науката на Бавария, Фондация „Роберт Бош“, Германската служба за педагогически обмен и други.
В периода 2003–2005 г. работи в медийния сектор като съветник по връзки с обществеността и асистент на директора на „Медиа Принт Македония“, който същевременно е и специален пратеник на германската медийна групация WAZ за Югоизточна Европа.
Политическата му кариера започва през 2005 г., когато заема длъжността началник на кабинета на председателя на ВМРО-ДПМНЕ в опозиционен период. След изборната победа през 2006 г. става началник на кабинета на министър-председателя на Република Македония — длъжност, която изпълнява до 2016 г. От 2007 до 2017 г. е член на Изпълнителния комитет на партията, а в периода 2007–2011 г. е и генерален секретар на ВМРО-ДПМНЕ. От 2010 до 2016 г. е председател на Стратегическата комисия на партията, отговаряща за разработването на стратегически насоки и комуникационни политики.
Протогер / Протоѓер играе важна роля в редица деликатни и значими дипломатически и политически процеси и преговори, свързани с международните отношения на държавата, както и в изграждането и поддържането на връзките с международната общност. Като стратег участва в реализирането на над седем изборни победи – президентски, парламентарни и местни, което в по-късен етап от неговата кариера става предмет на обществено внимание и полемики относно неговата роля и влияние.
След 2017 г., в условия на политическа криза и напрегнат обществен преход, белязан от смяна на властта и нарастваща поляризация, Протогер / Протоѓер се оттегля от публичната сцена и насочва вниманието си към личното и професионално усъвършенстване, както и към академични, обществени и частни проекти с по-широко обществено значение.
В момента завършва докторската си дисертация и работи по няколко авторски и академични инициативи в областите на философията, културологията, ценностната трансформация на личността и обществото, както и в сферата на стратегическите и политически комуникации и връзките с обществеността. Действа също така като консултант по стратегии, комуникации и кризисен мениджмънт, като съчетава тази работа с участие в избрани частни инициативи.
Според свои публични изказвания и позиции, изразени в медиите, Протогер / Протоѓер ръководи своя професионален и личен път, воден от идеи, основани на свобода, почтеност, отговорност, добродетел и постоянен личностен растеж. Той вярва, че трайните обществени промени са възможни единствено чрез дълбоко съзнание, смелост да се мисли самостоятелно и последователност в действията.
Неговата визия е насочена към изграждането на мислещо, приобщаващо и отговорно общество, в което всеки човек има възможност да успее, да се развива, да допринася и да живее достойно. Според него всеки човек, ръководен от ценности и добродетел, дори след лични неуспехи, заслужава втори шанс да докаже себе си и да стане по-добър човек и пълноценен член на обществото.
Протогер / Протоѓер е отдаден съпруг и баща на три деца, като семейството заема централно място в неговия личен растеж и житейски баланс.